# Aleksander Kocwa
Aleksander Kocwa (ur. 26 sierpnia 1901 we Lwowie, zm. 11 stycznia 1959 w Krakowie) – polski chemik, profesor Uniwersytetu Jagiellońskiego. Aresztowany w ramach Sonderaktion Krakau w 1939, więzień niemieckich obozów koncentracyjnych, po uwolnieniu aż do końca okupacji organizator tajnego nauczania dla studentów farmacji i chemii. Dziekan Wydziału Farmaceutycznego UJ w latach 1948–1951 i Akademii Medycznej w Krakowie w latach 1958–1959.

## Życiorys
Urodził się jako syn Juliusza Kocwy (1884–1953), doktora medycyny, lekarza pułkowego; i Zofii Dąbrowieckiej; wnuk Anieli Vetulani od strony ojca.
W 1919 roku ukończył Gimnazjum im. Jana Sobieskiego w Krakowie, a następnie w 1922 roku studia na Wydziale Chemiczno-Technicznym Państwowej Wyższej Szkoły Przemysłowej w Krakowie. W latach 1922–1924 był w tej szkole asystentem pod kierunkiem profesora J. Buraczewskiego. W 1924 ukończył studia na Wydziale Filozoficznym Uniwersytetu Jagiellońskiego.
W latach 1924–1925 był młodszym asystentem w Zakładzie Elektrometalurgii Akademii Górniczej w Krakowie, a w latach 1925–1930 asystentem w Zakładzie Chemii Organicznej UJ, gdzie pracował pod kierunkiem Karola Dziewońskiego. 4 maja 1929 uzyskał stopień doktora filozofii z zakresu chemii na podstawie dysertacji O kwasach hydroksynaftalowych. W 1930 został mianowany zastępcą profesora na Wydziale Filozoficznym UJ i objął stanowisko kierownika katedry i Zakładu Chemii Farmaceutycznej Oddziału Farmaceutycznego UJ. W 1936 otrzymał veniam legendi w zakresie chemii organicznej i farmaceutycznej. 10 września 1938 otrzymał tytuł profesora nadzwyczajnego chemii farmaceutycznej na macierzystym wydziale. W latach 30. był aktywnym członkiem Towarzystwa Popierania Nauk Farmaceutycznych w Krakowie.
6 listopada 1939 został aresztowany w ramach niemieckiej akcji pacyfikacyjnej Sonderaktion Krakau. Był osadzony kolejno w więzieniu Montelupich, koszarach przy ul. Mazowieckiej w Krakowie i w więzieniu we Wrocławiu. Następnie do marca 1940 roku był uwięziony w KL Sachsenhausen, skąd został przeniesiony do KL Dachau. Stamtąd został zwolniony w styczniu 1941 roku.
Po powrocie do Krakowa, działając w warunkach okupacyjnych, w latach 1941–1945 pełnił funkcję kierownika wytwórni i laboratorium analitycznego firmy „Pharma”. W tym czasie prowadził również tajne nauczanie dla studentów farmacji i chemii, egzaminując studentów i opracowując program nauczania. Stanowczo odrzucił kilkakrotne hitlerowskie propozycje objęcia kierownictwa zakładu chemii farmaceutycznej na organizowanym we Lwowie „Pharmazeutische Fachkurse”. Odrzucił również propozycje ogłaszania artykułów w fachowym czasopiśmie Wiadomości Aptekarskie, wydawanym przez niemiecką Apothekerkammer, oraz propozycję zorganizowania laboratorium aptekarskiego dla dystryktu krakowskiego. Jako kierownik „Pharmy” opiekował się młodzieżą szkolną „chroniącą się przed przymusem pracy i poszukującą zaświadczeń odbycia praktyki”.
W 1945 roku powrócił na stanowisko profesora i kierownika Zakładu Chemii Farmaceutycznej UJ. W 1947 roku został mianowany profesorem zwyczajnym. W latach 1947–1948 był prodziekanem, zaś w latach 1948–1951 pełnił funkcję dziekana Wydziału Farmaceutycznego UJ. Równocześnie pozostawał doradcą naukowym „Pharmy” aż do roku 1950. W 1953 roku decyzją Centralnej Komisji Kwalifikacyjnej otrzymał stopień doktora nauk farmaceutycznych.
W latach 1953–1955 był przewodniczącym krakowskiego oddziału Polskiego Towarzystwa Chemicznego, następnie w latach 1955–1956 wiceprzewodniczącym tegoż oddziału. Od maja 1957 był członkiem Rady Głównej Szkolnictwa Wyższego, a od września 1957 członkiem Komisji Farmakopei Polskiej. Był członkiem Komisji Nauk Farmaceutycznych Polskiej Akademii Umiejętności aż do 1951 roku, gdy wraz z utworzeniem Polskiej Akademii Nauk władze państwowe uniemożliwiły działalność PAU.
Kocwa opublikował trzydzieści pięć prac naukowych z zakresu chemii organicznej i farmaceutycznej. Był członkiem komitetów redakcyjnych czasopism Wiadomości Chemiczne oraz Acta Poloniae Pharmaceutica.
Jako były więzień niemieckich obozów koncentracyjnych był członkiem Okręgu Wojewódzkiego Polskiego Związku byłych Więźniów Politycznych, a potem Związku Bojowników o Wolność i Demokrację. W latach 1945–1946 był wiceprzewodniczącym Związku Zawodowego Pracowników Przemysłu Farmaceutycznego, Aptek i Drogerii w Krakowie; a potem do połowy roku 1947 przewodniczącym Sekcji Przemysłu Farmaceutycznego oraz członkiem zarządu okręgowego Związku Zawodowego Pracowników Służby Zdrowia RP. W latach 1948–1950 był przewodniczącym Sekcji Szkół Wyższych i Instytucji Naukowych Związku Nauczycielstwa Polskiego – Kraków – Uniwersytet Jagielloński.
W 1958 został ponownie dziekanem Wydziału Farmaceutycznego, który administracyjnie wchodził już w skład powołanej do życia autonomicznej Akademii Medycznej w Krakowie. Na tym stanowisku pozostał do końca życia. W ostatnich latach jego działalność naukowa „hamowana była (...) ciężkimi przeżyciami rodzinnymi”, w szczególności chorobą i śmiercią obydwojga rodziców; a także ciężką chorobą, w którą sam popadł, która „doprowadziła do katastrofy nieoczekiwanej przez wielu jego przyjaciół”. 
Zmarł w styczniu 1959 w Krakowie. Został pochowany na cmentarzu Rakowickim, w grobowcu rodzinnym.
W ocenie Bogusława Bobrańskiego, „profesor Kocwa był przede wszystkim dobrym człowiekiem. Charakteryzowała go wybitna inteligencja, pogodne usposobienie, szlachetny i prawy charakter. Lojalny i szczery wobec kolegów, umiał zjednywać sobie ich sympatię zarówno uczciwym postępowaniem, jak też wysoką kulturą towarzyską. Był patriotą o przekonaniach szczerze demokratycznych”.
Był żonaty z Elżbietą z domu Bargiel, z którą miał córki: Renatę i Jolantę.

## Odznaczenia
- Medal 10-lecia Polski Ludowej (1955)[9].